# Глаголев, Владимир Александрович
Владимир Александрович Глаголев (22 мая [4] июня 1911 — 15 ноября 1983) — педагог, хоровой дирижёр, заслуженный работник культуры РСФСР. Лауреат IV Всемирного фестиваля молодёжи и студентов (1957).

## Биография
Родился 22 мая [4] июня 1911 в городе Плавске Тульской губернии. Его отцом был регент церковного хора.
Поступил в Ленинградскую консерваторию в класс А. А. Егорова и окончил её в 1941 году.
Затем поступил в аспирантуру Уральской государственной консерватории, в класс А. В. Преображенского и окончил её в 1946 году.
В середине 1940-х годов работал в дирижёрско-хоровом отделении Свердловского музыкального училища им. П. И. Чайковского, одновременно с Галиной Петровной Рогожниковой, Марией Абрамовной Мебель, Леонидом Михайловичем Рюминым.
В 1946 году начал преподавать в Уральской государственной консерватории, в 1950 году стал заведующим кафедрой и занимал эту должность до 1952 года. В 1952—1958 годах был проректором. Руководил хором Ансамбля песни и пляски УрВО, хором Свердловского радиокомитета и мужским хором Свердловского горного института. Был руководителем детского хора Свердловского Дворца пионеров, хором школы-десятилетки и детской хоровой капеллой при Уральской консерватории.
Первый исполнитель множества произведений уральских композиторов Бориса Гибалина, Г. Топоркова, К. Кацман. В 1957 году в Москве стал Лауреатом VI Всемирного фестиваля молодёжи и студентов.
В 1958 году стал доцентом, и. о. профессора в Уральской государственной консерватории.
В 1961 году стал автором книги «Распевание хора//Сборник статей по музыкальному образованию».
В 1963 году выпустил работу «Уральский композитор Г. Белоглазов и его хоровое творчество // Научно-методические записки УГК. Выпуск 5, Свердловск».
В 1965 году ему присвоили звание Заслуженного работника культуры РСФСР.
Владимир Глаголев был руководителем сводных хоров на Уральских праздниках песни. Среди его учеников — С. Дробиз, Ч. Балдондорж, А. Принц, заслуженный артист РФ Владимир Завадский.
Принимал участие в консультациях, семинарах, которые пропагандировали хоровое искусство, участвовал в курсах повышения квалификации руководителей самодеятельных хоровых коллективов. Повлиял на формирование традиций кафедры хорового дирижирования Уральской консерватории.
Умер 15 ноября 1983 года в Свердловске. Похоронен на Восточном кладбище.